# Hans Michael Weiss
Hans Michael Weiss (Dannenfels, 11 de marzo de 1965) es un entrenador de fútbol alemán. Actualmente está sin club.

## Trayectoria
Weiss completo su licenciatura en ciencias del deporte y gestión en la Universidad de Maguncia en 1995. Además, realizó pasantías en varios clubes de fútbol de todo el mundo, como Real Madrid, Arsenal, 1. FC Kaiserslautern y River Plate, por nombrar algunos. De 2001 a 2004 trabajó como entrenador asistente en Kyoto Purple Sanga en Japón. De 2004 a 2006 fue asistente de Eckhard Krautzun en China antes de convertirse en director técnico de la Federación Ruandesa de Fútbol en 2007. Esta función incluida responsable del desarrollo de la juventud, el apoyo a la selección sub-20, el desarrollo del fútbol femenino y una reforma de la formación de entrenadores basada en el modelo alemán.
En enero de 2011, se hizo cargo de la selección de fútbol de Filipinas después de haber sido recomendado por la Federación Alemana de Fútbol en enero de 2011. Bajo su mando, los Azkals alcanzaron su posición más alta en la clasificación de la FIFA, 127 (que luego fue superada, 124 con el nuevo entrenador Thomas Dooley). El 15 de enero de 2014, la Federación Filipina de Fútbol anunció oficialmente que sus servicios habían sido descontinuados.
En abril de 2014 se anunció que formaba parte de una preselección de 8 hombres para reemplazar a Eric Nshimiyimana como entrenador de Ruanda. En junio de 2014, tomó el control de los ex campeones rumanos Oțelul Galați. Fue despedido solo tres meses después después de una sola victoria en siete juegos.
El 18 de enero de 2017, se informó que Weiss fue designado por la selección nacional de fútbol de Mongolia como su entrenador durante una reunión del Comité Ejecutivo de la Federación de Fútbol de Mongolia el 17 de enero. Aceptó formalmente el contrato de un año el 27 de marzo. Inmediatamente comenzó los preparativos para dirigir a la selección nacional sub-23 en la clasificación para el Campeonato Sub-23 de la AFC 2018. Después de tres años, dejó el puesto de entrenador de Mongolia, donde se ganó el respeto por su papel de apoyo en el desarrollo del fútbol mongol.
En enero de 2022, asumió el control de la selección de fútbol de Laos y también de las tres selecciones a nivel juvenil. El 29 de mayo de 2023, se anunció su salida del combinado asiático luego de que finalizara su contrato.
El 6 de junio de 2023, regresó como entrenador de Filipinas.En febrero de 2024, fue reemplazado en su cargo por Tom Saintfiet.

## Clubes

### Como jugador
| Club         | País     | Año |
| ------------ | -------- | --- |
| FK Pirmasens | Alemania | -   |

### Como entrenador
| Equipo                       | País      | Año         |
| ---------------------------- | --------- | ----------- |
| Selección sub-20 de Ruanda   | Ruanda    | 2007 - 2010 |
| Selección de Filipinas       | Filipinas | 2011 - 2014 |
| FC Oțelul Galați             | Rumania   | 2014        |
| Selección de Mongolia        | Mongolia  | 2017 - 2020 |
| Selección sub-23 de Mongolia | Mongolia  | 2017 - 2020 |
| Selección de Laos            | Laos      | 2022 - 2023 |
| Selección sub-23 de Laos     | Laos      | 2022 - 2023 |
| Selección de Filipinas       | Filipinas | 2023 - 2024 |

## Palmarés

### Como entrenador

#### Campeonatos internacionales
| Título                      | Equipo                 | País      | Año  |
| --------------------------- | ---------------------- | --------- | ---- |
| Copa de la Paz de Filipinas | Selección de Filipinas | Filipinas | 2012 |
| Copa de la Paz de Filipinas | Selección de Filipinas | Filipinas | 2013 |

## Vida personal
Está casado con una Filipina y tiene dos hijas y actualmente vive en Manila.